# یلنا توماسوویچ
یلنا توماسوویچ (به انگلیسی: Jelena Tomašević) (زاده ۱ نوامبر ۱۹۸۳) خواننده صربستانی است.
او همراه با بورا دوگیچ نماینده صربستان در مسابقه آواز یوروویژن ۲۰۰۸ بود .